# Arte postal

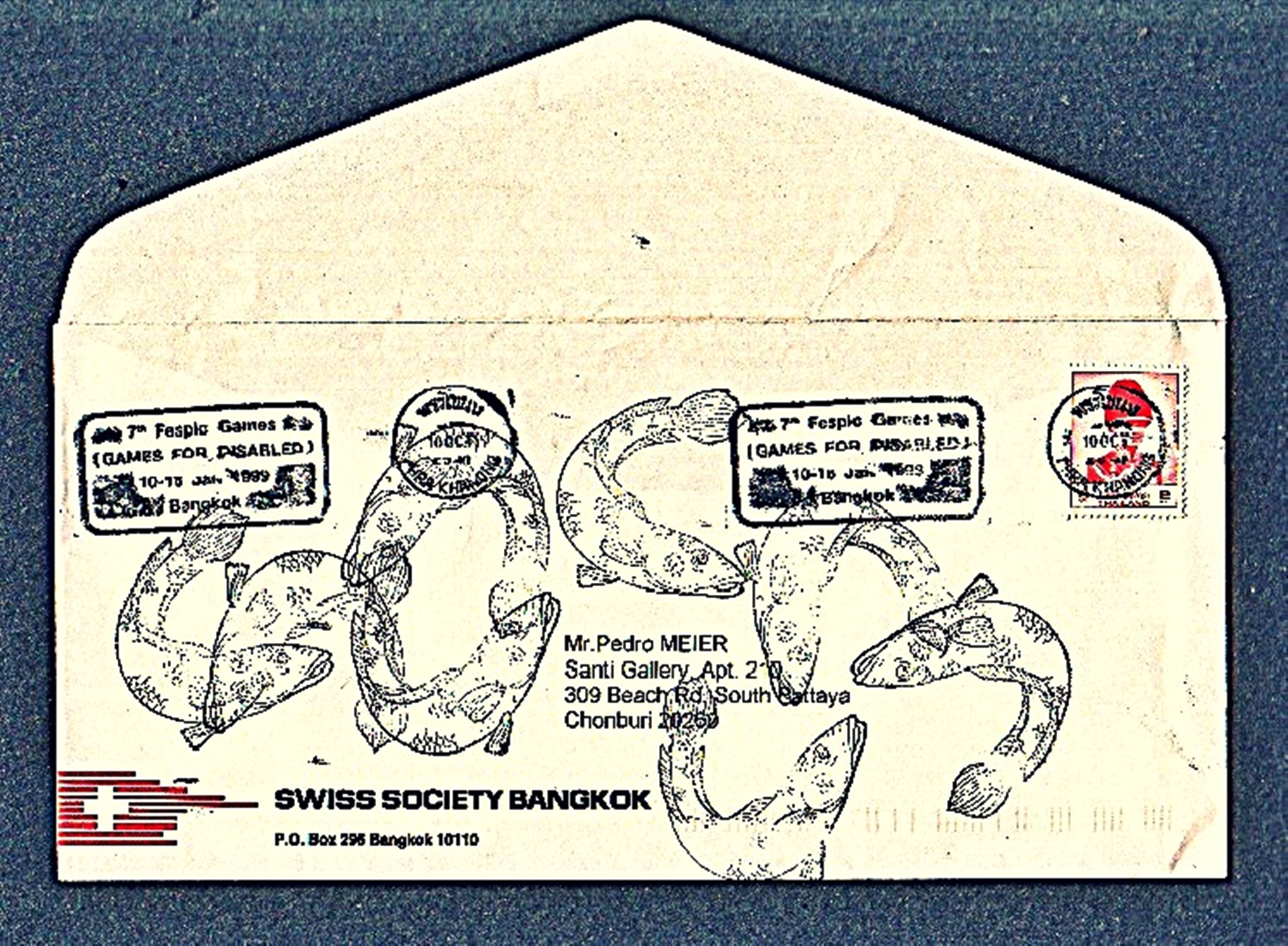
Exemplo de arte postal

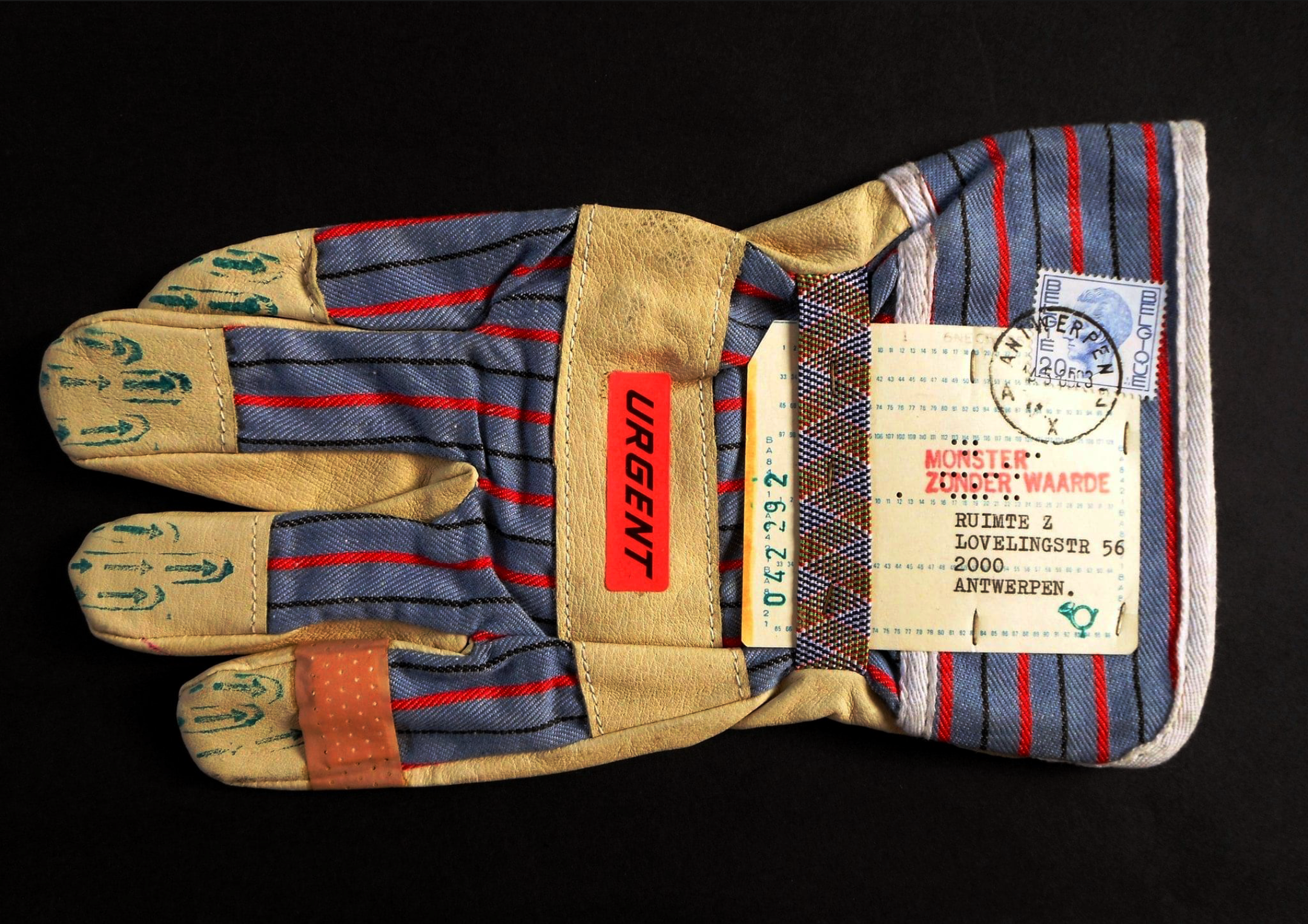
Arte postal (luva perfumada) de Guy Bleus, 1980

A arte postal, também conhecida pela expressão inglesa mail art, é uma forma de arte que utiliza objetos relacionados ao veículo de comunicação correio como meio de linguagem e manifestação artística, utilizando uma rede de troca de mensagens e conteúdos como forma de interação entre artista, público e obra.
O termo arte postal pode se referir a uma mensagem individual, o meio pelo qual ela é enviada, ou a um gênero artístico. Muitas vezes ela é também referida em inglês como Correspondence/Mail Art (CMA).
Ela se iniciou em meados do Século XX na "Correspondance Art School" de Nova Iorque e teve grande expressão nas décadas de 1970 e 1980.
Artistas postais tipicamente trocam efêmeras na forma de cartas ilustradas, fanzines, envelopes decorados ou ilustrados, cartões postais, objetos tridimensionais, etc. 
Uma rede internacional de arte postal amorfa envolvendo milhares de participantes em mais de cinquenta países desenvolveu-se entre as décadas de 1950 e 1990.

Ela foi influenciada por outros movimentos, como Futurismo, o Dadaísmo e o Fluxus. O artista Marcel Duchamp, utilizou este recurso como linguagem artística, sendo um dos grandes precursores da Arte Postal, com seu cartão postal intitulado:
Podebal Duchamp, telegrama datado de Nova York a 1º de junho de 1921 e que fora enviado por Marcel Duchamp ao seu cunhado Jean Crotti. Seu texto é intraduzível: PEU DE BALLE ET BALAI DE CRINI e é a resposta no Salão Dada/Exposição Internacional que se celebrava em Paris na Galeria Montaigne, organizado por Tristan Tzara, prévia negativa de participar no mesmo e que fora comunicado por carta enviada com anterioridade ao referido telegrama. E uma vez mais devemos situar a figura de Marcel Duchamp em processos atuais. Esse gerador de ARTETUDO faz-se presente nas comunicações marginais.  
Uma das proposições da Arte Postal é a de troca sem comércio; a arte postal inicial era, em parte, esnobada de galerias de arte, show de jurados, e exclusividade em arte. Assim, criava-se um novo circuito da arte, utilizando-se de um sistema comum de correspondência já estabelecido socialmente, questionando a própria circulação do objeto artístico, muitas vezes centrado nos grandes museus e galerias. Conforme novos objetos chegam ao seu destino, a artes postais se reconfiguram, de modo que novas cartas, antes fragmentadas, se remodelam enquanto seu conteúdo e sua forma.
Um dito no movimento de arte postal é "remetentes recebem" ("senders receive"), significando que alguém não deve esperar receber arte postal a menos que participe ativamente do movimento. Nos anos 90, com o advento da internet comercial, a arte-postal passou a ser utilizada sob uma nova visão de participação através do e-mail e dos sistemas de compartilhamento de opiniões.

## Arte Postal no Brasil
No Brasil, artistas como Paulo Bruscky, Julio Plaza, Regina Silveira, Anna Bella Geiger e Gilbertto Prado, destacam-se por utilizarem este meio como linguagem artística, apropriando-se papéis, envelopes, carimbos, selos, desenhos e colagens como matéria para suas proposições.
Com destaque da Arte Postal na década de 1970, estabeleceu-se em um período em que a desmaterialização do objeto artístico era amplamente discutido por diferentes artistas, desencadeando na presença da Arte Postal na XVI Bienal de São Paulo em 1981 e também na realização de mostras de Artes Postais durante a década de 1990. Este movimento possibilitou a correspondência entre diferentes artistas ao redor do mundo, devido o rompimento de fronteiras com a possibilidade do envio de cartas por meio da arte postal.

## Arte Postal e a Ditadura Militar no Brasil
Com o Ato Institucional n.º 5, os artistas sofreram censura e limitações na criação artística no Brasil. O Museu de Arte Contemporânea da Universidade de São Paulo, nos anos de 1960 e 1970, desenvolveram uma rede de comunicação por meio da Arte Postal, com o auxílio do artista On Kawara, enviando, ao longo dos anos 1968 a 1971, 2.200 postais direcionados à duas pessoas diferentes por dia. Suas ações incentivaram que outros artistas aderissem ao projeto. Assim, a arte postal era uma forma de resistência, veiculando informações, denúncias e protestos.
Em 1976, período da ditadura civil-miliar no Brasil, o artista Paulo Bruscky realiza a exposição Arte Correio na Cidade de Recife. As propostas artísticas apresentadas na exposição criticam as políticas impostas pelo regime, sendo acusada de promover ideias imorais e subversivas, sendo fechada pela polícia e impedida de sua continuidade.
Na atualidade, a arte postal teve seu lugar ocupado pelos meios digitais de comunicação. Contudo, alguns artistas e propostas de coletivos artísticos mantém viva a intencionalidade da Arte Postal a partir de grupos organizados.